# Vaila
Die kleine zu Schottland gehörende Shetlandinsel Vaila liegt nur wenige hundert Meter vom westlichen Teil der Hauptinsel Mainland entfernt und wird durch den schmalen Vaila Sound von dieser und dem kleinen Hafenort Walls getrennt. Öffentliche Fährverbindungen bestehen nicht. Die Entfernung zum Hauptort Lerwick beträgt etwa 22 km.
Die hügelige und baumlose Insel hat bei einer maximalen Ausdehnung von 2,5 × 2 km eine Fläche von 327 ha und besitzt mit dem East Ward eine Höhe von bis zu 95 Metern.
Auf der abgesehen von nur extensiver Schafzucht landwirtschaftlich kaum genutzten Insel brüten zahlreiche Seevögel besonders an den Steilküsten. Vaila besitzt eine seltene Tier- und Pflanzenwelt.
Hauptsehenswürdigkeit der aufgrund ihrer schwierigen Erreichbarkeit nur selten von Touristen besuchten Insel ist Vaila Hall. Zu diesem schlossähnlichen Gutshaus baute in den 1890er Jahren ein reicher Spinnereibesitzer, der auf der Insel eine Schafsfarm errichtete, ein bereits deutlich älteres Gehöft um.
Nachdem die Insel in den 1980er Jahren zwischenzeitlich unbewohnt war, hat sie heute (Stand: 2011) wieder zwei Einwohner.